# 沼澤雙弓齒麗魚
沼澤雙弓齒麗魚（学名：Diplotaxodon limnothrissa）為輻鰭魚綱鱸形目隆頭魚亞目慈鯛科的其中一種，分布於非洲馬拉威湖流域，棲息深度20-220公尺，體長可達15.4公分，棲息在沿岸及開放水域，以小魚為食，生活習性不明，可做為觀賞魚。

## 擴展閱讀
維基物種上的相關：沼澤雙弓齒麗魚